# Aqueu (fill de Xutos)
Segons la mitologia grega, Aqueu (en grec antic Ἀχαιός) va ser un heroi d'Acaia, fill de Xutos i de Creüsa, o de Ftia i Zeus.
Se'l considera epònim dels aqueus.